# Periclina pompoleata
Periclina pompoleata là một loài bướm đêm trong họ Geometridae.